# أوتيس خان
أوتيس خان (بالإنجليزية: Otis Khan) (5 سبتمبر 1995 في المملكة المتحدة - ) هو لاعب كرة قدم بريطاني في مركز الوسط. شارك مع منتخب باكستان لكرة القدم. أما مع النوادي، فقد لعب مع شيفيلد يونايتد ونادي بارنسلي وBuxton F.C. ‏ وماتلوك تاون ‏ ونادي بارو.

## وصلات خارجية
- أوتيس خان على موقع قاعدة بيانات كرة القدم.إي يو (الإنجليزية)
- أوتيس خان على موقع ناشيونال فوتبول تيمز (الإنجليزية)
- أوتيس خان على موقع Soccerbase.com (لاعب) (الإنجليزية)
- أوتيس خان على موقع Soccerway.com (الإنجليزية)